# Santana 300
El Santana 300/350 es un automóvil todoterreno producido y comercializado a partir de 2005 y hasta 2009 por Santana Motor en Linares (Jaén), España. 
Se trata de un rediseño del Suzuki Vitara de primera generación fabricado en la factoría linarense hasta el año 2005, correspondiendo el Santana 300 a la versión de tres puertas y el Santana 350 a la versión de cinco puertas. Entre otros, incorpora nuevo diseño exterior, así como una motorización más moderna.